# Фофана, Мамаду
Мамаду́ Фофана́ (фр. Mamadou Fofana; 21 января 1998 года, Бамако) — малийский футболист, защитник французского клуб «Амьен» и национальной сборной Мали.

## Клубная карьера
Мамаду Фофана — воспитанник малийского клуба «Стад Мальен». В январе 2016 года он перешёл в турецкий «Аланьяспор». 14 января 2017 года малиец дебютировал в турецкой Суперлиге, выйдя в основном составе в домашней игре с «Ризеспором». В конце того же месяца Фофана был отдан в аренду до конца сезона клубу турецкой Первой лиги «Бандырмаспор».
5 июля 2018 года Фофана перешёл во французский клуб «Мец», с которым заключил контракт на четыре года.
12 августа 2021 года подписал 5-летний контракт с клубом «Амьен».

## Международная карьера
Дебют за национальную сборную Мали состоялся 6 октября 2017 года в матче квалификации на чемпионат мира 2018 против сборной Кот-д’Ивуара (0:0).

### Гол за сборную
| Дата            | Место                                   | Соперник | Счёт | Результат | Турнир                   |
| --------------- | --------------------------------------- | -------- | ---- | --------- | ------------------------ |
| 16 октября 2018 | Принц Луи Рвагасоре, Бужумбура, Бурунди | Бурунди  | 1–1  | 1–1       | Квалификация на КАН 2019 |